# Liste von Sakralbauten in Heidelberg
Die Liste von Sakralbauten in Heidelberg umfasst die Kirchen und sonstigen Sakralbauten in Heidelberg, die architektonisch oder städtebaulich als Sakralbauten erkennbar sind, auch diejenigen, die inzwischen nicht mehr als solche genutzt werden. Nicht aufgenommen sind Krankenhaus- und Friedhofskapellen sowie zerstörte Bauten wie die Synagogen oder zahlreiche Klosterkirchen in der Altstadt.
Die evangelischen Kirchen gehören zum Dekanat Heidelberg in der Evangelischen Landeskirche in Baden, die römisch-katholischen zum Dekanat Heidelberg-Weinheim im Erzbistum Freiburg, die neuapostolischen zum Kirchenbezirk Heidelberg in der Neuapostolischen Kirche Süddeutschland.
Während die Kirchenbauten in der Altstadt aus Gotik und Barock stammen, finden sich in den Stadtteilen einerseits mittelalterliche Dorfkirchen und andererseits zahlreiche historistische Kirchenbauten aus der Wende vom 19. zum 20. Jahrhundert.

## Sakralbauten
Die Liste kann sortiert werden nach Kirchenname, Stadtteil, Konfession, Architekt und Baujahr. Die Konfession gibt die aktuelle an, zahlreiche ältere Kirchen haben sie gewechselt oder wurden zeitweise als Simultankirchen verwendet. Die Jahreszahl gibt das Jahr der Vollendung des aktuellen Baus an (mehrere Jahreszahlen bei umfassenden Erweiterungen).
| Name                                          | Stadtteil        | Konfession                                         | Architekt                                                  | Jahr                | Abbildung |
| --------------------------------------------- | ---------------- | -------------------------------------------------- | ---------------------------------------------------------- | ------------------- | --------- |
| Heiliggeistkirche                             | Altstadt ⊙       | ev.                                                |                                                            | 1515                |           |
| Peterskirche                                  | Altstadt ⊙       | ev.                                                |                                                            | 1496                |           |
| Jesuitenkirche                                | Altstadt ⊙       | r.-k.                                              | Johann Adam Breunig, Franz Wilhelm Rabaliatti              | 1759                |           |
| Providenzkirche                               | Altstadt ⊙       | ev.                                                | Theodor Reber                                              | 1661                |           |
| St. Anna                                      | Altstadt ⊙       | r.-k.                                              | Theodor Sartori, Johann Adam Breunig, Johann Jakob Rischer | 1717                |           |
| Erlöserkirche                                 | Altstadt ⊙       | altkath.                                           |                                                            | 1724                |           |
| Kapelle in der Plöck (Diakonissenhauskapelle) | Altstadt ⊙       | ev.                                                |                                                            | 1876                |           |
| St. Vitus                                     | Handschuhsheim ⊙ | r.-k.                                              |                                                            | 774, 1200, 1483     |           |
| Friedenskirche                                | Handschuhsheim ⊙ | ev.                                                | Hermann Behaghel                                           | 1910                |           |
| Alte Johanneskirche                           | Neuenheim ⊙      | profaniert (vorm. ev.)                             |                                                            | 15. Jh.             |           |
| Johanneskirche                                | Neuenheim ⊙      | ev.                                                | Hermann Behaghel                                           | 1902                |           |
| St. Raphael                                   | Neuenheim ⊙      | r.-k.                                              | Ludwig Maier                                               | 1905                |           |
| Jakobuskirche                                 | Neuenheim ⊙      | ev.                                                | Gerhard Hauß                                               | 1990                |           |
| Neuapostolische Kirche Heidelberg             | Neuenheim ⊙      | neuap.                                             | Jochen Uhlmann                                             | 2003                |           |
| St. Bonifatius                                | Weststadt ⊙      | r.-k.                                              | Ludwig Maier                                               | 1903                |           |
| Christuskirche                                | Weststadt ⊙      | ev.                                                | Hermann Behaghel                                           | 1904                |           |
| Synagoge                                      | Weststadt ⊙      | jüd.                                               | Alfred Jacoby                                              | 1994                |           |
| St. Albert                                    | Bergheim ⊙       | r.-k.                                              | Franz Sales Kuhn                                           | 1935                |           |
| Lutherkirche                                  | Bergheim ⊙       | ev.                                                | Dieter Quast                                               | 1966                |           |
| St. Michael                                   | Südstadt ⊙       | r.-k.                                              | Manfred Schmitt-Fiebig                                     | 1963                |           |
| Hoffnungskirche                               | Südstadt ⊙       | bapt.                                              |                                                            | 1963                |           |
| Chapel                                        | Südstadt ⊙       | profaniert, vormals konfessionsneutral             | Emil Serini                                                | 1951                |           |
| Melanchthonkirche                             | Rohrbach ⊙       | ev.                                                |                                                            | 13. Jh., 1742, 1908 |           |
| St. Johannes                                  | Rohrbach ⊙       | r.-k.                                              | Manfred Schmitt-Fiebig                                     | 1965                |           |
| St. Thomas                                    | Rohrbach ⊙       | SELK                                               | Emil und Peter Serini                                      | 1971                |           |
| Neuapostolische Kirche Rohrbach               | Rohrbach ⊙       | neuap.                                             | Jürgen Loy                                                 |                     |           |
| FeG Heidelberg                                | Rohrbach-Süd ⊙   | Bund Freier evangelischer Gemeinden in Deutschland |                                                            | 1995                |           |
| Die Taube                                     | Rohrbach-Süd ⊙   | Freie Pfingstgemeinde                              |                                                            |                     |           |
| christliche Baptisten-Gemeinde                | Rohrbach-Süd ⊙   | baptistisch                                        |                                                            | 2014                |           |
| Yavuz Sultan Selim Moschee                    | Rohrbach-Süd ⊙   | DİTİB                                              |                                                            |                     |           |
| St. Paul                                      | Boxberg ⊙        | r.-k.                                              | Lothar Götz                                                | 1972                |           |
| Petruskirche                                  | Kirchheim ⊙      | ev.                                                |                                                            | 1750                |           |
| St. Peter                                     | Kirchheim ⊙      | r.-k.                                              | Ludwig Maier                                               | 1909                |           |
| Chapel (Patrick-Henry-Village)                | Kirchheim ⊙      | ev.                                                |                                                            | 1950er Jahre        |           |
| St. Marien                                    | Pfaffengrund ⊙   | r.-k.                                              | Fridolin Bosch                                             | 1939                |           |
| Auferstehungskirche                           | Pfaffengrund ⊙   | ev.                                                | Hermann Hampe und Hans-Joachim Maurer                      | 1950                |           |
| alte Kirche                                   | Wieblingen ⊙     | ev.                                                |                                                            | 15. Jh.             |           |
| Kreuzkirche                                   | Wieblingen ⊙     | ev.                                                | Hermann Behaghel                                           | 1906                |           |
| St. Bartholomäus                              | Wieblingen ⊙     | r.-k.                                              | Johann Jakob Rischer                                       | 1746                |           |
| St. Bartholomäus                              | Wieblingen ⊙     | r.-k.                                              | Manfred Schmitt-Fiebig                                     | 1956                |           |
| Lukaskirche                                   | Wieblingen ⊙     | Die Christengemeinschaft                           | AAg Loebner, Schäfer, Weber                                | 2011                |           |
| Neuapostolische Kirche Wieblingen             | Wieblingen ⊙     | neuap.                                             |                                                            |                     |           |
| Gutleuthofkapelle                             | Schlierbach ⊙    | r.-k.                                              |                                                            | 1430                |           |
| St. Laurentius                                | Schlierbach ⊙    | r.-k.                                              | Ludwig Maier                                               | 1901                |           |
| Bergkirche                                    | Schlierbach ⊙    | ev.                                                | Hermann Behaghel                                           | 1908                |           |
| Klosterkirche Neuburg                         | Ziegelhausen ⊙   | r.-k.                                              |                                                            | um 1300, 1706       |           |
| alte evang. Kirche                            | Ziegelhausen ⊙   | profaniert (vorm. ev.)                             | Johann Jakob Rischer                                       | 1733                |           |
| St. Laurentius                                | Ziegelhausen ⊙   | profaniert (vorm. r.-k.)                           |                                                            | 1742                |           |
| Versöhnungskirche                             | Ziegelhausen ⊙   | ev.                                                | Walter Bauer                                               | 1975                |           |
| St. Teresa                                    | Ziegelhausen ⊙   | r.-k.                                              | Werner Wolf-Holzäpfel                                      | 1997                |           |
| St. Peter                                     | Peterstal ⊙      | r.-k.                                              | Ludwig Maier                                               | 1896                |           |